# PMDTA
PMDTA (IUPAC-naam: N,N,N',N",N"-pentamethyldi-ethyleentriamine) is een organische verbinding met als brutoformule C9H23N3. PMDTA is een basisch, groot en flexibel tridentaal ligand, dat veel wordt toegepast in de organolithiumchemie.

## Synthese
PMDTA wordt bereid door het methyleren van di-ethyleentriamine met formaldehyde en mierenzuur.
{\displaystyle \mathrm {C_{4}H_{13}N_{3}\ +\ 5\ CH_{2}O+\ 5\ HCOOH\longrightarrow \ C_{9}H_{23}N_{3}\ +\ 5\ CO_{2}\ +\ 5\ H_{2}O} }

## Vergelijking met di-ethyleentriamine
In tegenstelling tot di-ethyleentriamine (DETA) zijn in PMDTA alle aminefuncties tertiair. Beide verbindingen zijn tridentaat liganden die bij complexvorming 2 vijfringen opleveren. De mogelijkheid om via een σ-binding elektronen te leveren voor de te vormen complexbinding is bij het vormen met complexen met Cu2+ voor DETA groter dan voor PMDTA. Beide liganden kunnen metaalcomplexen vormen waarbij de stikstofatomen coplanair zijn (in een vlak liggen met) het centrale atoom.

## Organolithiumverbindingen en PMDTA
Alkyllithiumverbindingen als n-butyllithium worden toegepast bij het deprotoneren van zwakke zuren. In de vorm waarin deze reagentia worden verkocht (oplossingen in alkanen) vormen de n-butyllithiummoleculen clusters die minder reactief zijn dan de door een Lewisbase (waaronder amines) opengebroken clusters. Amines binden sterk met lithium, maar moeten wel tertiair zijn om te voorkomen dat waterstofatomen op stikstof aan het amine onttrokken worden, zoals bijvoorbeeld bij de vorming van LDA. Standaard wordt het tertiaire amine TMEDA gebruikt voor het openbreken van de clusters. TMEDA is een bidentaat ligand. PMDTA reageert analoog, maar als tridentaat bindt PMDTA sterker aan lithium. In tegenstelling tot TMEDA vormt PMDTA monomere complexen met organolithiumverbindingen. Beide amines hebben effect op de stereochemie van de metallatie.
In de PMDTA-n-butyllithium-adducten is de binding tussen koolstof en lithium sterk gepolariseerd, waardoor de basesterkte van de butylgroep toeneemt.
Het effect van PMDTA op lithiumanilide illustreert het vermogen van PMDTA als complexvormer. In dat complex vormen de drie Li+-ionen een vrijwel rechte lijn. De lithiumionen zijn drie-, vier-, en vijfvoudig gecoördineerd. Het centrale lithiumion heeft coördinatiegetal 3 en is niet gebonden aan PMDTA. Een van de eindstandige lithiumionen staat in een vervormde tetraëder in een N4-gecoördineerde ruimte. Het andere eindstandige lithiumion heeft coördinatiegetal 5.

## Complexen met overgangsmetalen en aluminium
PMDTA vormt vaak, door de ruimtelijke eisen die de methylgroepen stellen, complexen met coördinatiegetal 5. PMDTA is in staat ongebruikelijke kationen te stabiliseren, zoals aluminium, [H2Al(PMDTA)]+[AlH4]−, dat ontstaat in de reactie tussen H3AlNMe3 en PMDTA.